# سیارک ۳۶۶۸
سیارک ۳۶۶۸ (به انگلیسی: 3668 Ilfpetrov، نامگذاری:1982UM7) سه هزار و ششصد و شصت و هشتمین سیارک کشف شده‌است که در ۲۱ اکتبر ۱۹۸۲ کشف شد.
قدر مطلق سیارک برابر ۱۳٫۲۰ است.